# Fanny Ronalds

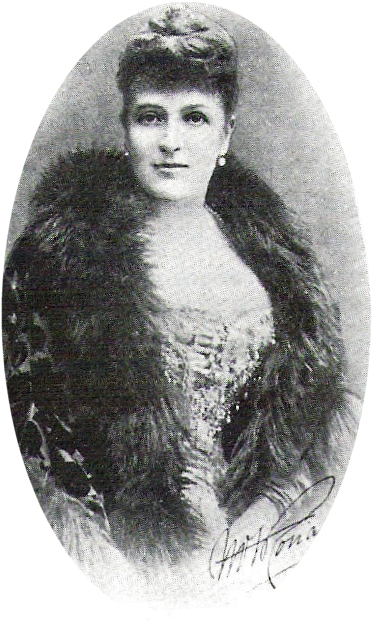
Fanny Ronalds

Mary Frances «Fanny» Ronalds (Boston, Massachusetts, 23 de agosto de 1839-28 de julio de 1916) fue una cantante amateur y personalidad estadounidense reconocida por su relación con el compositor británico Arthur Sullivan en Londres en las últimas décadas del siglo XIX.
Luego de separarse de su esposo, Ronalds se trasladó a París en 1867 y luego a Londres en 1871, donde fue aceptada en los círculos de la realeza, convirtiéndose en una popular anfitriona en ambas ciudades. De notoria belleza, inició una relación amorosa con Arthur Sullivan que perduró hasta la muerte del compositor en 1900. Su labor como cantante fue muy admirada, siendo asociada a una de las canciones más populares de Sullivan: "The Lost Chord".

## Biografía
Mary Frances Carter nació en Boston, Massachusetts, hija de Joseph Ballard Carter y su esposa. En 1859 a la edad de doce, se casó con Pierre Lorillard Ronalds. Al poco tiempo empezó a convertirse en una excelente anfitriona de eventos, especialmente por su melodiosa voz al cantar.  Los Ronalds tuvieron tres hijos.
En 1867 se separó de su esposo, del cual nunca se divorció. Inició una relación amistosa con el reconocido mujeriego Leonard Jerome (abuelo de Winston Churchill), su mujer y sus hijas. Los visitaba frecuentemente en Newport, y cuando la señora Jerome se mudó a París con sus hijas, Ronalds fue tras ellas. Allí, gracias a sus talentos sociales y artísticos, se integró a los círculos de la realeza y conoció a Eugenia de Montijo y a Napoleón III. Conoció a Arthur Sullivan durante una de sus visitas a París. De acuerdo al periódico The New York Times, ella se convirtió en líder de la comunidad americana en esa ciudad. Con la caída del Segundo Imperio Francés en 1871, sus oportunidades allí terminaron, por lo que se mudó primero a Algiers y luego a Londres.
Al poco tiempo de conocerlo inició una relación amorosa con Arthur Sullivan. Las convenciones sociales de la época la convencieron de mantener esta relación en secreto, pues todavía no se había divorciado de su esposo, aunque hubieran tomado distintos rumbos desde hace un tiempo. En 1899, cuando dio inicio la segunda guerra bóer, Ronalds fue elegida tesorera de las finanzas del barco de ayuda S.S. Maine, el cual fue enviado a Sudáfrica.  También se destacó por su caridad con la Cruz Roja, llegando a recibir la insignia Cruz Roja Real. En julio de 1901 fue nombrada Dama de Gracia Honoraria de la Venerable Orden de San Juan.
La relación entre Ronalds y Sullivan perduró hasta la muerte de este último en 1900. Fanny falleció en 1916, a la edad de 76 años.